# レインスティック (楽器)

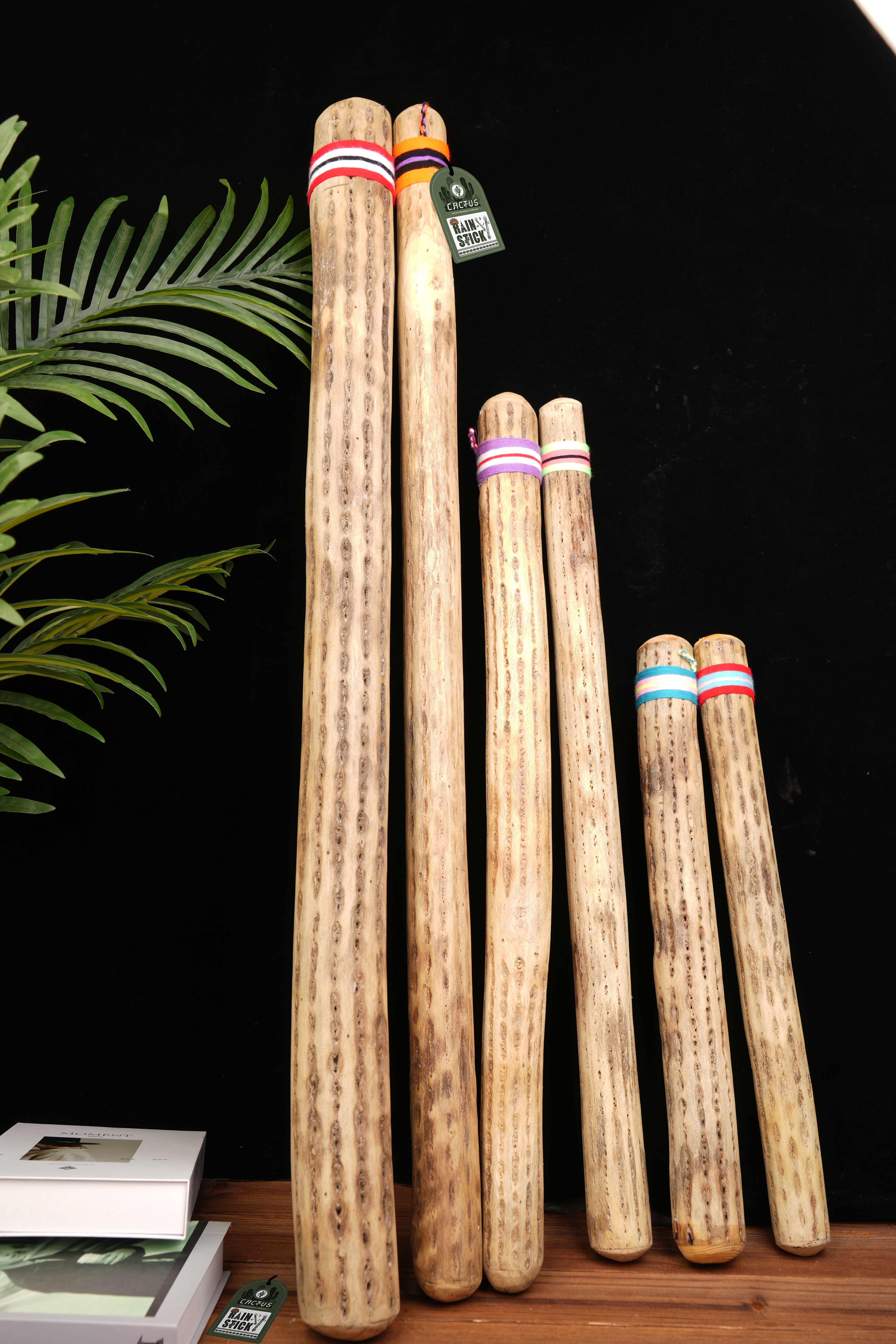
伝統的なサボテンのレインスティック

レインスティック（Rainstick）は、竹または乾燥したサボテンで作られた長い中空の筒で、その一部に小石、米、乾燥豆、その他の硬い粒状の物質が詰められている。筒の内側には、小さなピンまたはトゲが螺旋状に並んでいる。棒を回転させて垂直に立てると、小石は筒の反対側に落ち、内部の突起に跳ね返り、雨が降っているような音を出す 。
南米では、レインスティックはマプチェ族によって発明されたと考えられており、暴風雨をもたらすと信じられて演奏されていた。チリの海岸沿いのさらに北方でも発見されており、インカ帝国の人々も使用していた可能性がある。マプチェ族のレインスティックは通常、ユーリキニア・アキダやエキノプシス・パチャノイなど数種の柱サボテンから作られている。中が空洞になっているサボテンは天日干しされる。トゲは取り除かれ、釘のようにサボテンに打ち込まれる。レインスティックの中には小石などの小さな物を入れ、端を封印する。
この楽器の派生形は東南アジア、中央アジア、オーストラリア、アフリカにも見られ、これらの地域では独自に開発され、乾燥したサボテンではなく竹が使われることが多い。
レインスティックは、サボテンの代わりにペーパータオルの芯、棘の代わりに釘や爪楊枝など、家庭にある身近な材料で作られることもあり、ラテンアメリカの一部や、アメリカ合衆国南西部（スペインとメキシコの文化的影響を受けた歴史を持つ）を訪れる観光客によく売られている。